# Liste der Klassischen Archäologen an der Universität Augsburg
In der Liste der Klassischen Archäologen an der Universität Augsburg werden alle Hochschullehrer für Klassische Archäologie gesammelt, die an der Universität Augsburg lehrten und lehren.
Wie die ganze Universität Augsburg (gegründet 1970, 1972 Einrichtung von philosophischen Fachbereichen) hat auch das Fach Klassische Archäologie keine lange Tradition. Die Professur wurde erst 1983 eingerichtet.
Angegeben sind in der ersten Spalte der Name und die Lebensdaten, in der zweiten Spalte wird der Eintritt in die Universität angegeben, in der dritten Spalte das Ausscheiden. Spalte vier nennt die höchste an der Universität Augsburg erreichte Position. Die nächste Spalte nennt den Werdegang in Bezug auf das Institut oder die Universität. In der letzten Spalte werden Bilder der Dozenten gezeigt.

## Auflistung
| Wissenschaftler                 | von  | bis  | Funktionen                 | Bemerkungen | Bild |
| ------------------------------- | ---- | ---- | -------------------------- | --- | ---- |
| Evamaria Schmidt (1926–2014)    | 1983 | 1991 | Ordentliche Professorin    | lehrte ab 1980 in Augsburg |      |
| Johannes Eingartner (1950–2022) | 1987 | 2022 | Außerplanmäßiger Professor | 1987–1991 Wissenschaftlicher Mitarbeiter, 1996 Habilitation, Privatdozent                                                             |      |
| Ulrich Sinn (* 1945)            | 1992 | 1994 | Ordentlicher Professor     | |      |
| Stefan Schmidt (* 1961)         | 1992 |      | Außerplanmäßiger Professor | 1992–1999 Wissenschaftlicher Assistent, 2001 Habilitation, 2001–2003 Wissenschaftlicher Angestellter, 2008 außerplanmäßiger Professor |      |
| Valentin Kockel (* 1948)        | 1995 | 2014 | Ordentlicher Professor     | |      |
| Natascha Sojc (* 1966)          | 2014 |      | Ordentliche Professorin    | |      |